# طوكيو يوشون
طوكيو يوشون (باليابانية: 東京優駿) هو سباق خيل ياباني محلي من الدرجة الأولى للخيول ذات الثلاثة أعوام على مسافة 2400 متر، يعقد السباق في حلبة سباق طوكيو في فوتشو، طوكيو في أواخر مايو أو أوائل شهر يونيو.
بدأ طوكيو يوشون للمرة الأولى عام 1932.